# Chicago Red Stars
Chicago Red Stars er en amerikansk professionel fodboldklub, der er hjemmehørende i Chicago og konkurrerer i National Women's Soccer League og spiller deres hjemmekampe i Toyota Park. Holdet var en af de etablerende medlemmer af Women's Professional Soccer og spillede i ligaen i 2009 og 2010. Efter af holdet forlod ligaen i december 2010 af økonomiske vanskeligher, blev holdet reorganiseret og blev en del af Women's Premier Soccer League for 2011 sæsonen. I 2012 konkurrerede holdet i Women's Premier Soccer League Elite, hvllket var det eneste år at denne liga eksisterede. Siden 2013 har holdet konkurreret i National Women's Soccer League.

## Aktuel trup
I tilfælde af at en spiller ikke har erklæret, hvilket landshold vedkommende måtte tilhøre, så er fødselsstedet afgørende for nationaliteten. Truppen er korrekt pr. 27. april 2020.
| Nr. | Position        | Spiller             | Nation |
| --- | --------------- | ------------------- | ------ |
| 1   | Målmand         | Alyssa Naeher       | USA    |
| 2   | Angriber        | Jen Hoy             | USA    |
| 3   | Forsvarsspiller | Arin Gilliland      | USA    |
| 4   | Midtbanespiller | Alyssa Mautz        | USA    |
| 5   | Forsvarsspiller | Katie Naughton      | USA    |
| 6   | Forsvarsspiller | Casey Short         | USA    |
| 7   | Midtbanespiller | Taylor Comeau       | USA    |
| 8   | Midtbanespiller | Julie Ertz          | USA    |
| 9   | Angriber        | Stephanie McCaffrey | USA    |
| 10  | Midtbanespiller | Vanessa DiBernardo  | USA    |
| 11  | Angriber        | Sofia Huerta        | Mexico |
| 12  | Midtbanespiller | Yuki Nagasato       | Japan  |
| 13  | Angriber        | Morgan Proffitt     | USA    |
| 14  | Forsvarsspiller | Sarah Gorden        | USA    |
| 16  | Forsvarsspiller | Samantha Johnson    | USA    |
| 18  | Målmand         | Michele Dalton      | USA    |
| 19  | Angriber        | Summer Green        | USA    |
| 23  | Angriber        | Christen Press      | USA    |
| 24  | Midtbanespiller | Danielle Colaprico  | USA    |
| 25  | Midtbanespiller | Lauren Kaskie       | USA    |
| 34  | Midtbanespiller | Mary Luba           | USA    |